# Caristia
I Caristia, conosciuti anche come Cara Cognatio, erano un'antica festività romana. Sebbene fosse ufficiale, era tenuta in ambito privato il 22 febbraio con banchetti e scambi di doni tesi a celebrare l'amore familiare. Le famiglie si riunivano per cenare insieme ed offrire incenso ai Lari, le divinità domestiche. Era anche un giorno di riconciliazione, quando i disaccordi erano messi da parte, ma il poeta Ovidio nota satiricamente che ciò poteva essere fatto solo escludendo i membri della famiglia che davano disturbo

## Attività e contesto
I Caristia erano uno dei numerosi giorni di febbraio che onoravano la famiglia e gli antenati. Seguiva i Parentalia, nove giorni di rimembranze che iniziavano il 13 febbraio, che terminavano con i Feralia il 21 febbraio o, secondo altri, con i Caristia il giorno dopo. Durante i Parentalia le famiglie visitavano le tombe degli antenati e condividevano dolci e vino sia come offerte che come pasto. I Feralia erano un'occasione più fosca, una festività in cui si facevano sacrifici ed offerte agli dèi Mani, gli spiriti dei morti che richiedevano una propiziazione. I caristia erano un riconoscimento del lignaggio familiare che continuava nel presente e con i vivi.
Si tenevano distribuzioni di pane, vino e sportulae (piccole somme di denaro, pegni o buoni). Il poeta Marziale scrisse due composizioni sullo scambio di doni per l'occasione; in uno si scusa scherzosamente con i familiari Stella e Flacco, avvertendoli che non avrebbe inviato loro nulla perché non voleva offendere coloro che si aspettavano regali dalla sua parte ma che non ne avrebbero ricevuti.

## Sul calendario
Diversamente dalle feste pubbliche, i Caristia ed altre festività osservate privatamente potevano essere celebrate in giorni con numeri pari sul calendario romano. La Cara Cognatio restò al calendario molto tempo dopo che l'impero romano divenne cristiano. Appare nel cronografo del 354 ed il calendario di Polemio Silvio (449 d.C.) giustappose la vecchia celebrazione con quella del seppellimento di San Pietro e San Paolo. In quanto festa dell'amore, i Caristia non erano incompatibili con le abitudini cristiane, ed alcuni studiosi hanno notato delle influenze di Parentalia e Caristia sulla festa cristiana delle agapi, come il consumo di pane e vino presso la tomba sostituito dall'Eucaristia. Nel V secolo alcuni sacerdoti cristiani addirittura incoraggiarono la partecipazione ai pasti dei funerali.
Nella prima metà del VI secolo alcuni Gallo-Romani seguivano ancora una parte della festa con offerte di cibo ai morti e un pasto rituale. A partire da quell'epoca, tuttavia, queste pratiche furono sospettate di essere pagane, ed il Concilio di Tours nel 567 censurò esplicitamente coloro che profanavano il giorno di san Pietro. Cesario di Arles condannò l'usanza come una scusa per l'ebbrezza, la danza, i canti ed altri comportamenti indecenti. La soppressione della tradizionale commemorazione dei morti faceva parte degli sforzi crescenti della Chiesa per controllare e monopolizzare il comportamento religioso in Gallia merovingia